# Dunkelziffer der Armut
Die Dunkelziffer der Armut – auch „verdeckte Armut“ genannt – ist ein Fachbegriff aus der empirischen Sozialforschung, der das Dunkelfeld der Nichtinanspruchnahme von Sozialhilfe oder „Arbeitslosengeld 2“ ins Blickfeld rückt. 

## Verdeckte Armut
Eine Person ist dann verdeckt arm, wenn sie Anspruch auf Sozialhilfe oder eine andere Grundsicherungsleistung wie zum Beispiel Arbeitslosengeld II hat, diese aber nicht in Anspruch nimmt. Nach einer neuen Studie von Irene Becker und Richard Hauser kommen auf drei Bezieher von Grundsicherungsleistungen mindestens zwei bis drei weitere Personen, die verdeckt arm sind. Diese Personengruppe hat also ein geringeres Einkommen als die Grundsicherungsleistungen. Besonders betroffen sind ältere Personen und Erwerbstätige. Letzte insbesondere deshalb, weil sie oft nicht wissen, dass auch sie Anspruch auf Sozialhilfe bzw. seit 2005 auf Arbeitslosengeld II haben.
Der Essay mit dem die Berliner Autorin Maren Hombrecher 2004 den Büchergilde-Essaypreis errang, handelte von diesem zunehmenden Personenkreis, der in den Schattenregionen der Wohlstandsgesellschaft auf Suppenküchen und die verbilligten Lebensmittel der Deutschen Tafel angewiesen ist. In den USA erregte die deutschstämmige Sozialwissenschaftlerin Barbara Ehrenreich Aufsehen mit ihrem im sechsmonatigen Selbstversuch entstandenen Buch über die Working Poor, die in drei verschiedenen Jobs gleichzeitig arbeitenden dauerhaft Armen des US-amerikanischen Alltags der Gegenwart.

Nach Ansicht des Gesetzgebers gibt es keine empirischen Belege für die Existenz einer nennenswerten Zahl verdeckter Armer, weswegen diese insbesondere nicht bei der Regelbedarfsbemessung berücksichtigt werden. Er führt hierzu in Bundestagsdrucksache 17/3404, Seite 88 aus
Eine weitergehende Korrektur der Referenzgruppe – etwa zur Abklärung der Bedeutung verschämt armer Personen beziehungsweise Haushalte – erfolgt nicht. Empirische Belege für eine nennenswerte Größenordnung dieses viel diskutierten Phänomens gibt es nicht. Dies auch deshalb, weil
● seit Einführung der Grundsicherung im Alter und bei Erwerbsminderung davon auszugehen ist, dass sich das Phänomen der verschämten Altersarmut zumindest deutlich vermindert hat und
● die Ablösung der Arbeitslosenhilfe durch die Grundsicherung für Arbeitsuchende wiederum Vergleichbares bei nicht erwerbstätigen, aber erwerbsfähigen Personen und deren Haushalten bewirkt hat.
Zugleich führt die Unterrichtung durch die Bundesregierung, Bundesdrucksache 17/14282, Seite 5 aus 
Der Umfang der mit derartigen Verfahren ermittelten Haushalte, deren eigene Mittel nicht zur Deckung des nach dem SGB II und SGB XII zu unterstellenden Bedarfs ausreichen aber keine Leistungen beziehen, ist beträchtlich.
Der Grund für den Ausschluss bei der Regelbedarfsberechnung wird hier wie folgt wiedergegeben 
Würde diese Personengruppe, ungeachtet der erheblichen Unsicherheit bei der Ermittlung, nach geltendem Recht aus den Referenzgruppen herausgerechnet, käme es durch die an deren Stelle nachrückenden Haushalte mit höherem Einkommen tendenziell zu einer Verlagerung der Referenzgruppe in den mittleren Einkommensbereich und die Regelbedarfsermittlung würde nicht mehr alleine auf Basis niedriger Einkommen erfolgen, wie dies für die Bestimmung des soziokulturellen Existenzminimums sachgerecht ist.